# John Parco
John Parco (* 25. August 1971 in Sault Ste. Marie, Ontario) ist ein ehemaliger italo-kanadischer Eishockeyspieler und jetziger -trainer, der in seiner aktiven Zeit von 1988 bis 2011 unter anderem für den ESV Kaufbeuren in der Deutschen Eishockey Liga gespielt hat.

## Karriere
John Parco begann seine Karriere als Eishockeyspieler bei den Belleville Bulls, für die er von 1988 bis 1991 in der kanadischen Juniorenliga Ontario Hockey League aktiv war. Anschließend wurde er im NHL Entry Draft 1991 in der zwölften Runde als insgesamt 248. Spieler von den Philadelphia Flyers ausgewählt, für die er allerdings nie spielte. Stattdessen lief er von 1991 bis 1993 für Asiago Hockey in der italienischen Serie A1 auf. Nach einjähriger Pause vom Eishockey trat der Flügelspieler in der Saison 1994/95 für die Hampton Roads Admirals in der ECHL auf und wurde in das erste All-Star Team der Liga gewählt. Parallel bestritt er mehrere Spiele für die San Diego Gulls aus der International Hockey League sowie die Saint John Flames aus der American Hockey League. Zur Saison 1995/96 kehrte der Italo-Kanadier erneut zu Asiago Hockey in die Serie A1 zurück. In der Saison 1996/97 stand er für den ESV Kaufbeuren aus der Deutschen Eishockey Liga auf dem Eis. Dort begann er auch die folgende Spielzeit, ehe er im Laufe der Saison für die folgenden eineinhalb Jahre zu den Ayr Scottish Eagles aus der britischen Ice Hockey Superleague wechselte. 
In der Saison 1999/2000 stürmte Parco für seinen Ex-Klub Hampton Roads Admirals in der ECHL auf. Für die folgende Spielzeit wurde er von den Cardiff Devils aus der Ice Hockey Superleague verpflichtet. Zuletzt lief der Italo-Kanadier von 2001 bis 2011 für seinen Stammverein Asiago Hockey in Italien auf. Mit der Mannschaft wurde er in der Saison 2009/10 Italienischer Meister. Dort war er bereits während der Saison 2004/05 kurzzeitig Spielertrainer. Die Saison 2011/12 begann er als Assistenztrainer bei Asiago, ehe er im Februar 2012 als Ersatz für John Tucker zum Cheftrainer befördert wurde. In der Saison 2015/16 war er Cheftrainer der SG Cortina. Es folgte ein Engagement als Konditionstrainer des Eishockeyteams der Lake Superior State University. Anschließend, zur Spielzeit 2017/18, übernahm der Italo-Kanadier als Cheftrainer die Soo Thunderbirds mit Spielbetrieb in der Northern Ontario Junior Hockey.

### International
Für Italien nahm Parco an den Weltmeisterschaften der Division I 2003, 2005 und 2009 sowie der Top-Division 2006, 2007, 2008 und 2010. Zudem vertrat er Italien bei den Olympischen Winterspielen 2006 in Turin.

## Erfolge und Auszeichnungen
- 1995 ECHL First All-Star Team
- 2010 Italienischer Meister mit Asiago Hockey
- 2013 Italienischer Meister mit Asiago Hockey (als Trainer)
- 2015 Italienischer Meister mit Asiago Hockey (als Trainer)

### International
- 2005 Aufstieg in die Top-Division bei der Weltmeisterschaft der Division I
- 2009 Aufstieg in die Top-Division bei der Weltmeisterschaft der Division I